# Památná slavnost
Památná slavnost je nejdůležitějším a jediným velmi doporučovaným svátkem svědků Jehovových která proběhla den před Kristovou smrtí (Lukáš 22:19,20; 1. Korinťanům 11:23-25). Připomíná poslední večeři Ježíše Krista a navazuje na židovský svátek pasach (pesach). Den Památné slavnosti tedy připadá na stejný den, jako začátek svátku pesach, tedy na 14. nisana, podle židovského kalendáře. Svátek se slaví po západu slunce. Podle Židů ve starověku začínal den po západu slunce a končil další den při západu slunce. To znamenalo, že 13. nisan skončil západem slunce, poté se konal Pasach (tedy 14. nisanu). Když Ježíš poslal pryč Jidáše Iškariotského, zavedl novou slavnost. Ta navazovala na Boží slib v Jeremjáši 31:31-34. Bible jasně říká, že Kristus je oběť Pasach (1. Korinťanům 5:7) a že večer před tím, než byl zabit, jedl jídlo Pasach, proto musí být dnem jeho smrti 14. nisan, a ne 15. nisan, a to kvůli tomu, aby se přesně splnila stanovená doba v předobrazu, či stínu, daném v [Mojžíšském] Zákoně. (Hebrejcům 10:1). 
Návštěvníci Památné slavnosti nejsou považováni za členy náboženské společnosti, ale za milé hosty. Nekonají se žádné peněžní sbírky. Vstup je volný.
Kvůli celosvětové pandemii se shromáždění, sjezdy a Památná slavnost v roce 2020 a 2021 konaly výhradně přes internet a v jednotlivých domácnostech.
Datum Památné slavnosti spadá každým rokem na jiný den v týdnu a řídí se židovským kalendářem.

## Datum svátku
Určení data slavnosti, kterou zavedl Ježíš Kristus navazuje na židovský svátek Pasach, který se držel 14. nisanu biblického lunárního kalendáře. Měsíc nisan začínal jako každý měsíc v takovém kalendáři novoluním. První nisan začíná při novoluní, které je nejblíž jarní rovnodennosti. V té době je srpek nového měsíce možné pozorovat při západu slunce v Jeruzalémě. Čtrnáctý den od tohoto jevu začíná 14. nisan. V ten den je obvykle úplněk. Židovský den začínal po západu slunce. Takže Památná slavnost se vlastně slaví v prvních hodinách 14. nisanu.
Příklad výpočtu: V roce 2021 se Památná slavnost bude konat v sobotu 27. března. Zpětným ověřením lze zjistit, že nejbližší nov k jarní rovnodennosti,- který na severní polokouli nastává každoročně 20.-21. března.,- bude 13. 3. 2021. Připočtěme 14 dní a získáme datum 27.3.2021. PS bude tento den po západu slunce. Úplněk nastává 28. 3. 2021 v 20:48 hod. SEČ. Datum nebo čas Úplňku ale není pro určení data konání Památné slavnosti podstatný. Západ slunce se vždy liší podle místa. Např. pro Prahu to bude v 19:25 hod. Památná slavnost na území Prahy tedy bude začínat v časech od 18:00 do 18:30 s dobou trvání přibližně jedna hodina. Když Památná slavnost vyjde na sobotu, jako to je v roce 2021, o víkendu nebude obvyklé shromáždění.